# Inteligență emoțională
Inteligența emoțională reprezintă abilitatea unui individ de a opera și a recunoaște propriile emoții, dar și ale celorlalți, utilizând informațiile emoționale cu scopul de a gestiona relațiile interpersonale într-un mod empatic și eficient. Cele cinci componente ale inteligenței emoționale se regăsesc în autocunoaștere, autostăpânire, motivație, empatie și stăpânirea abilităților sociale.
Printre avantajele inteligenței emoționale se enumeră: îmbunătățirea relațiilor cu oamenii, comunicarea, dezvoltarea abilității de empatie, creșterea încrederii, reducerea nivelului de stres, gestionarea mai sigură a schimbării, perspectivelor de carieră.
S-a constatat, fără a fi demonstrat științific, că persoanele cu o inteligență emoțională (IE) ridicată au o sănătate mintală mai mare, performanță mai bună la locul de muncă și abilități de conducere. (A) Daniel Goleman a indicat că IE a reprezentat 67% din abilitățile necesare pentru performanțe ca lideri, și a contat de două ori mai mult decât cunoșțințele tehnice sau IQ-ul.

## Istorie
Charles Darwin a evidențiat importanța expresiei emoționale pentru supraviețuire. În secolul 20 cercetătorii au început să conștientizeze importanța aspectelor non-cognitive pentru inteligență. Immanuel Kant (1724-1804) distingea „trei tipuri de acțiuni”: (i) acțiunea tehnică (modul de gestionare a obiectelor), (ii) acțiunea pragmatică (modul de a face față oamenilor) și (iii) acțiunea etică (modul de abordare a valorilor morale), transferate de Müller-Merbach  la nivelul inteligenței. Distincția dintre acțiunea tehnică, pragmatică și etică ajută la conștientizarea responsabilității totale a agenților. Conform lui Kant, acestor acțiuni le corespund imperativul ipotetic subordonat imperativelor categorice. Există o ierarhie între cele trei tipuri de acțiuni și imperativele corespunzătoare. Problematica și imperativul afirmativ sunt ipotetice prin faptul că sunt subordonate imperativului categoric. Conform lui Russell, imperativul ipotetic spune cum trebui acționat în funcție de scop, spre deosebire de imperativele categorice care declară necesitatea unor acțiuni fără a ține cont de niciun scop; astfel imperativul categoric „acționează ca și cum maximul acțiunii tale ar deveni prin voia ta o lege naturală generală.”
În 1920, E. L. Thorndike, a folosit termenul de inteligență socială în relațiile umane, propunând mai multe tipuri de inteligență. În 1940, David Wechsler, a evidențiat importanța factorilor afectivi, personali și sociali în a prezice capacitatea cuiva de a reuși în viață.
Termenul „inteligență emoțională” a apărut pentru prima dată într-o lucrare din 1964 a lui Michael Beldoch, și în lucrarea din 1966 a lui B. Leuner intitulată „Inteligență emoțională și emancipare” în Jurnalul psihoterapeutic: “ Practica psihologiei copiilor. și psihiatria copiilor”. În 1983, în Frames of Mind: The Theory of Multiple Intelligences, Howard Gardner introduce ideea inteligențelor multiple, interpersonale și intrapersonale. Termenul a reapărut în teza de doctorat a lui Wayne Payne, A Study of Emotion: Developing Emotional Intelligence în 1985.
Prima utilizare a termenului „EQ” (Emotional Quotient) a fost într-un articol a lui Keith Beasley în 1987 în revista britanică Mensa. În 1989, Stanley Greenspan a prezentat un model care descrie IE, urmat de un altul al lui Peter Salovey și John Mayer publicat în anul următor.
Psihologii John Mayer și Peter Salovey au introdus conceptul de inteligență emoțională ca „Abilitatea de a percepe emoțiile, de a accesa și de a genera emoții, astfel încât să ajute gândirea, să înțeleagă emoțiile și cunoștințele emoționale și să regleze emoțional reflectiv, astfel încât să promoveze creșterea emoțională și intelectuală”. Termenul a devenit cunoscut odată cu publicarea cărții lui Daniel Goleman: Emotional Intelligence – Why it can matter more than IQ. În 1996, Reuven Bar-On a dezvoltat prima măsurare științifică validată a inteligenței emoționale, printr-un test care acoperă cinci domenii: intrapersonal, interpersonal, adaptabilitate, managementul stresului și dispoziție generală. Distincția dintre inteligența emoțională a trăsăturilor și inteligența emoțională a abilităților a fost introdusă în anul 2000.

## Definiții
În cel mai general sens, inteligența emoțională (IE) se referă la capacitatea de a recunoaște și regla emoțiile în noi înșine și de a recunoaște emoțiile în ceilalți.

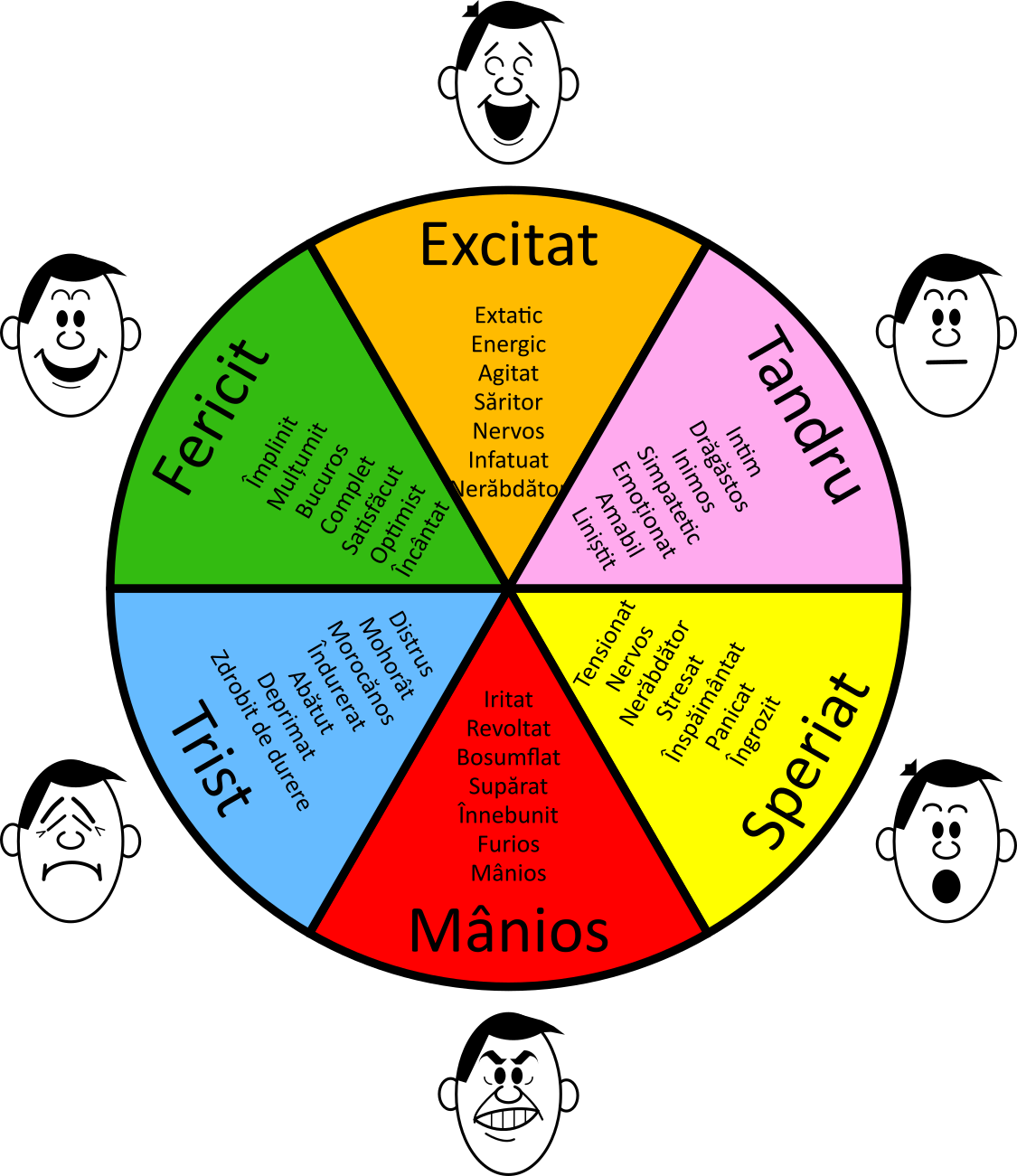
Gestionarea emoțiilor - Identificarea sentimentelor

Inteligența emoțională (IE) este un set de abilități pentru răspunsurile la evenimente care constituie emoții. Prin integrarea inteligenței cu emoția se pot determina „cel puțin unele răspunsuri „corecte” în ceea ce privește sentimentele” pentru a distinge indivizii în funcție de IE într-un context cultural dat. Biograful lui Steve Jobs, Walter Isaacson, a atribuit o parte din succesul lui Jobs în conducerea Apple capacităților sale de a identifica, analiza și controla emoțiile. „El a știut, intuitiv, cum să creeze produse care să mulțumească, interfețe prietenoase și mesaje de marketing atrăgătoare.” Rezultă că nu inteligența în sensul tradițional a făcut din Jobs un lider în industria sa. El a înțeles, în realitate, oamenii mai bine decât concurenții săi, folosindu-se de această înțelegere în proiectarea produselor firmei Apple.
Inteligența emoțională este capacitatea indivizilor de a recunoaște propriile emoții și pe cele ale celorlalți, de a discerne între sentimente diferite și de a le eticheta corect, folosind informațiile emoționale pentru a ghida gândirea și comportamentul și a gestiona și regla emoțiile pentru a se adapta mediilor sau pentru a atinge obiectivele proprii.
Există o multitudine de definiții ale inteligenței emoționale:
„Capacitatea de a monitoriza sentimentele și emoțiile proprii și ale altora, de a le discrimina între ele și de a folosi aceste informații pentru a ghida gândirea și acțiunile unuia”.
„O serie de capacități, competențe și abilități non-cognitive (emoționale și sociale), care influențează capacitatea unuia de a reuși să facă față cerințelor și presiunilor de mediu.“
„Capacitățile de a crea rezultate optime în relațiile cu tine și cu ceilalți.”
„Inteligența emoțională este ansamblul de abilități la care ne place să ne gândim că sunt de cealaltă parte a fișei de raport din competențele 	academice.”
„Capacitatea de a percepe emoțiile, de a accesa și de a genera emoții, 	astfel încât să ajute gândirea, să înțeleagă emoțiile și semnificațiile emoționale și să reglementeze emoțional în moduri care promovează creșterea emoțională și intelectuală.”, definiție revizuită
„Abilitatea mintală cu care ne naștem ne oferă sensibilitatea emoțională și potențialul pentru abilitățile de management emoțional care ne ajută să ne maximizăm sănătatea, fericirea și supraviețuirea pe termen lung.„ (Hein 	2005)
„Să știi cum să separi sănătos de sentimentele nesănătoase și cum să transformi sentimentele negative în cele pozitive.„
„Inteligența emoțională este potențialul înnăscut de a simți, folosi, comunica, recunoaște, aminti, învăța de la, gestiona, înțelege și explica emoțiile.”
„Inteligența emoțională este abilitatea ta de a recunoaște și înțelege 	emoțiile din tine și din ceilalți și capacitatea ta de a folosi această conștientizare pentru a-ți gestiona comportamentul și relațiile.”

„EQ atinge stăpânirea de sine și socială prin a fi inteligent cu emoții de bază.”

## Modele
Există mai multe modele care au ca scop măsurarea nivelurilor IE. Modelul original al lui Daniel Goleman este un model mixt care combină abilitățile cu trăsăturile. Un model al trăsăturilor a fost dezvoltat de Konstantinos V. Petrides în 2001 cu accent pe auto-cunoaștere, iar un model al abilităților a fost dezvoltat de Peter Salovey și John Mayer în 2004 concentrându-se pe relaționarea socială.
Relația dintre inteligența emoțională și personalitate a fost luată în considerare în mai multe modele de inteligență emoțională, precum modelele mixte ale lui Bar-On și Goleman. În aceste modele componentele inteligenței emoționale sunt similare cu cele din teoria personalității. Această suprapunere este evidentă în comparațiile empirice ale constructelor. Inclusiv în modelul lui Mayer și Salovey se pot evidenția corelații empirice semnificative cu personalitatea. De asemenea, alexitimia este definită prin patru caracteristici cheie: dificultate în identificarea sentimentului și distingerea dintre sentimente și senzațiile corporale ale excitației emoționale; dificultate în descrierea sentimentelor față de alți oameni; procese imaginare restrânse evidențiate de o lipsă de fantezie; și un stil cognitiv legat de stimul și orientat extern care se bazează pe indicii și semnale externe mai degrabă decât pe indicatori interni. Deși trăsăturile alexitimiei prezintă construcția pentru a fi un tip de diagnostic psihiatric sau categorie de diagnostic, este important să subliniem că nu este niciuna. În schimb, este un amestec complex de trăsături de personalitate, care rămâne stabil în timp, chiar și după ce stresul sau depresia s-au diminuat. Cercetătorii au evidențiat o asociere inversă între constructele alexitimiei și inteligența emoțională. Cercetători precum Robert Sternberg și Howard Gardner susțin că testele IQ măsoară doar un aspect restrâns al capacității intelectuale umane, și depind de cultură.